# جام قدس
لیگ قدس نام اولین لیگ فوتبال ایران پس از انقلاب ۱۳۵۷ بود که پس از وقفه‌ای که در مسابقات جام تخت جمشید ایجاد شده بود به راه افتاد. این لیگ در واقع تلاشی برای احیای فوتبال حرفه‌ای در ایران بود زیرا پس از انقلاب و پس از آغاز جنگ، وقفه‌ای ۶ ساله در مسابقات سراسری فوتبال ایران ایجاد شده بود. این دوره از مسابقات از سال ۱۳۶۴ (خورشیدی) به شکل استانی آغاز شد. از سال ۶۸ این لیگ شکل باشگاهی به خود گرفت. مسابقات فصل ۶۹–۱۳۶۸ پنجمین و آخرین دورهٔ لیگ قدس بود که با تغییر ساختار مسابقات به صورت باشگاهی برگزار گردید.

## پیشینه
- لیگ استانی قدس

از سال ۱۳۶۴ لیگ استان‌ها شروع به فعالیت کرد که با شرکت ۹ تیم از استان‌های کشور انجام می‌شد. نام این لیگ، لیگ قدس بود. چهار دورهٔ نخست لیگ قدس (۱۳۶۷−۱۳۶۴) در زمان جنگ و به صورت لیگ «بین استانی» برگزار شد و در دور اول تهران الف قهرمان شد و در دور دوم و سوم این لیگ، اصفهان قهرمان شد. در دور چهارم باز قهرمانی از آن تهران الف بود.
- لیگ باشگاهی قدس

سال ۶۸ این لیگ شکل باشگاهی به خود گرفت. مسابقات فصل ۶۹–۱۳۶۸ اولین دورهٔ لیگ فوتبال ایران بعد از انقلاب بود که با تغییر ساختار مسابقات به صورت باشگاهی برگزار گردید. طی سالهای ۶۸ و ۶۹ لیگ قدس با شرکت ۲۲ تیم که شامل چهار تیم تهرانی و ۱۸ تیم شهرستانی بود پیگیری شد. در این دوره به هر استان سهمیه‌ای برای مسابقات اختصاص داده شد و باشگاه‌های برتر هر استان در لیگ قدس شرکت کردند؛ و در نهایت استقلال قهرمان این مسابقات شد.
پس از پایان جام قدس و در سال‌های بعد (دههٔ ۱۳۷۰) مسابقات لیگ سراسری فوتبال ایران تحت عنوان جام آزادگان ادامه پیدا کرد.

## قهرمانان استانی
- دوره اول: استان تهران الف
- دوره دوم: استان اصفهان
- دوره سوم: استان اصفهان
- دوره چهارم: استان تهران الف

## قهرمان باشگاهی
- ۶۹–۱۳۶۸: استقلال تهران